# Joseph von Sartori
Joseph Edler von Sartori (* 1749 in Wallerstein; † 1812 in Wien) war ein deutscher Verwaltungsjurist, Bibliothekar und Schriftsteller von historischen und staatsrechtlichen Werken.

## Leben
Sartoris Ausbildungs- und Studienorte sind weitgehend unbekannt. Zumindest aber studierte er an der Universität Ingolstadt, an der er unter Benedict Schmidt 1770 eine Dissertation verteidigte. Auch sein Lebensweg liegt weitgehend im Dunkeln: Zunächst war er als Hof- und Regierungsrat bei den Fürsten von Oettingen-Wallerstein angestellt, bevor er als Bibliothekar, Hof- und Regierungsrat bei der Fürstprobstei Ellwangen tätig wurde. Schon in dieser Zeit entwickelte er eine rege schriftstellerische Tätigkeit. 1788 stand er allerdings bereits nicht mehr im Dienst in Ellwangen.
Sartoris kam 1799 nach Wien. Dort wurde er zunächst Leiter der Wiener Zeitung, bevor er 1800 als Bibliothekar an die Theresianische Ritterakademie wechselte. Um 1790 wurde er mit dem Titel eines Wirklichen Kaiserlichen Rats ausgezeichnet.

## Werke (Auswahl)
- Historisch-rechtliche Bedenken über die Frage: Ob der retractus equestris oder Einstandsrecht der Reichsritterschaft sich auf erkaufte Lehengüter erstrecke? Frankfurt und Nürnebrg 1776.
- Politische Gedanken über die nöthige Untersuchung Gassners und der Patienten, Crätz, Augsburg 1776.
- Anpreisung Ihro kaiserlich königlich-apostolischen Mayestät allerhöchstpreislichen Landes-Verordnung, wie es mit dem Asylo zu halten sey, Trattner, Wien 1777.
- Auserlesene Beyträge in Reichsstädtischen Sachen, 2 Bände, Frankfurt und Leipzig 1777–1778.
- Geschichte der Stadt Donauwörth : aus Reichs- und Craißhandlungen, dann tüchtigen Urkunden, Eichenberg, Frankfurt 1778.
- System des Layenzehend-Rechts oder historisch-rechtliche Untersuchung der Frage: Ob ein Decimator-Laicus zur Concurrenz bey sich ergebenden Kirchen- Pfarr- oder Schulhaus-Baulichkeiten de jure könne gezogen werden?, Mauracher, Augsburg 1780.
- Geschichte von dem Ursprung und Fortgang der langobardischen und deutschen Lehenrechten, wie auch derselben allgemeinen und reichsgerichtlichen Observanz besonders in Veräußerungsfällen, Rieger, Augsburg 1783.
- Crameriana posthuma, oder auserlesene Sammlung in kurzen Auszügen deren älteren Reichskammergerichtl. Erkenntnisse, Consultationen, Concilien, Deductionen, Compromissen u. s. w. besonderen Rechtsentscheidungen d. berühmt. deutschen Gerichtshöfe, 12 Bände, Jenisch, Augsburg 1786–1790.
- Staatistische Abhandlung über die Mängel in der Regierungsverfassung der geistlichen Wahlstaaten, und von den Mitteln, solchen abzuhelfen, Doll, Augsburg 1787.
- Staats-Geschichte der Markgrafschaft Burgau, Nürnberg 1788.
- Geistliches und weltliches Staatsrecht der Deutschen, Catholischgeistlichen Erz-, Hoch- und Ritterstifter, 4 Bände, grattenauer 1788–1791.
- Darstellung der unrechtmäßigen Ausschliessung Augsburgischer Patricier und Bürgersöhne von dem dortigen hohen Domstifte, Frankfurt und Leipzig 1789.
- Reichs-Vicariatisches Staats-Recht, Wagner, Augsburg 1790.
- Memoiren über die wichtigsten Staatsmaterien unserer Zeit, Band 1, Orell, Zürich 1793, Band 2, Nürnberg 1797.